# Самовила
Самовила (болг. Самовила) — село в Болгарии. Находится в Кырджалийской области, входит в общину Крумовград. Население составляет 84 человека.

## Политическая ситуация
В местном кметстве Самовила, в состав которого входит Самовила, должность кмета (старосты) исполняет Юсуф Мехмед Моллахасан (Движение за права и свободы (ДПС)) по результатам выборов правления кметства.
Кмет (мэр) общины Крумовград — Себихан Керим Мехмед (Движение за права и свободы (ДПС)) по результатам выборов в правление общины.